# Sleď
Sleď je české pojmenování pro několik velmi blízkých rodů štíhlých mořských ryb z čeledi sleďovitých, konkrétně rodů Clupea, Amblygaster, Escualosa, Harengula a Herklotsichthys.

## Rody a druhy
Clupea Linné, 1758
- sleď obecný (Clupea harengus)
- sleď tichomořský (Clupea pallasii)

Amblygaster Bleeker, 1849 
- sleď celebeský (Amblygaster clupeoides)
- sleď indooceánský (Amblygaster leiogaster)
- sleď okinavský (Amblygaster okinawensis)

Escualosa Whitley, 1940
- sleď obrněný (Escualosa thoracata)

Harengula Valenciennes, 1847
- sleď západoindický (Harengula clupeola)
- sleď mořský (Harengula humeralis)

Herklotsichthys Whitley, 1951
- sleď skvrnitý (Herklotsichthys punctatus)
- sleď čtyřskvrnný (Herklotsichthys quadrimaculatus)